# Tempête tropicale Bonnie (2004)
Pour l’article homonyme, voir Cyclone tropical Bonnie.
La tempête tropicale Bonnie est le second système cyclone de la saison cyclonique 2004.

## Historique
Une onde tropicale approche l'arc antillais et s'organise en dépression tropicale le 3 août. Elle se situe au départ par 13°2 Nord et 54°2 Ouest. La menace qu'elle fait planer sur les Antilles françaises est prise au sérieux par les autorités qui placent la Guadeloupe et la Martinique en préalerte cyclonique. La trajectoire prévue faisait passer le phénomène sur la Dominique au stade de tempête tropicale. En réalité, la dépression tropicale s'affaiblit et passe le 4 août au matin dans le sud de l'arc antillais, précisément au sud de Sainte-Lucie. Déclassée en onde tropicale le 4 au soir, cette dernière évolue sur les eaux chaudes de la mer des Caraïbes et se renforce à nouveau en tempête tropicale le 9 août à 760 km au sud de l'embouchure du Mississippi. Elle fut alors nommée Bonnie. Sa trajectoire l'amène sur l'ouest de la Floride le 12 août. La tempête perd ensuite rapidement ses caractéristiques tropicales et est absorbé par une dépression des régions tempérées le 14 août. Les 3 morts rapportés sont dus à une tornade associée à Bonnie, lorsque, redevenue dépression tropicale, elle traversa la Caroline du Nord.
Bonnie, ayant fait directement peu de dégâts, est surtout connue pour avoir atteint les côtes de Floride la veille de l'arrivée de Charley.